# Porto da Corunha
O Porto da Corunha (em galego:  Porto da Coruña), é um porto galego situado na cidade de Corunha, banhada pelo Oceano Atlântico. É um dos motores económicos da cidade, com seis quilómetros de cais e cerca de um milhão de metros quadrados de área marítima e terrestre. Está integrado na província marítima da Corunha.
O porto da Corunha conta com um sector condicionado para desembarcar graneis sólidos (carvão mineral, coque) e contentores. No ano de 2007, foram movidas 13.842.964 toneladas de mercadorias no porto, o que representa um aumento total de 3,68 % em relação ao ano de 2006, o que torna o grande porto de mercadorias da Galiza e uma referência ao norte da Península Ibérica, seguido de perto por Ferrol-San Cibrao (10.228.000 toneladas).